# Commanderie de Saint-Étienne-de-Renneville
Ne doit pas être confondu avec la commanderie de Renneville en Haute-Garonne
La commanderie de Saint-Étienne-de-Renneville est une ancienne commanderie templière reprise par les Hospitaliers de l'ordre de Saint-Jean de Jérusalem située à Sainte-Colombe-la-Commanderie, dans le département de l'Eure en région Normandie.

## Localisation

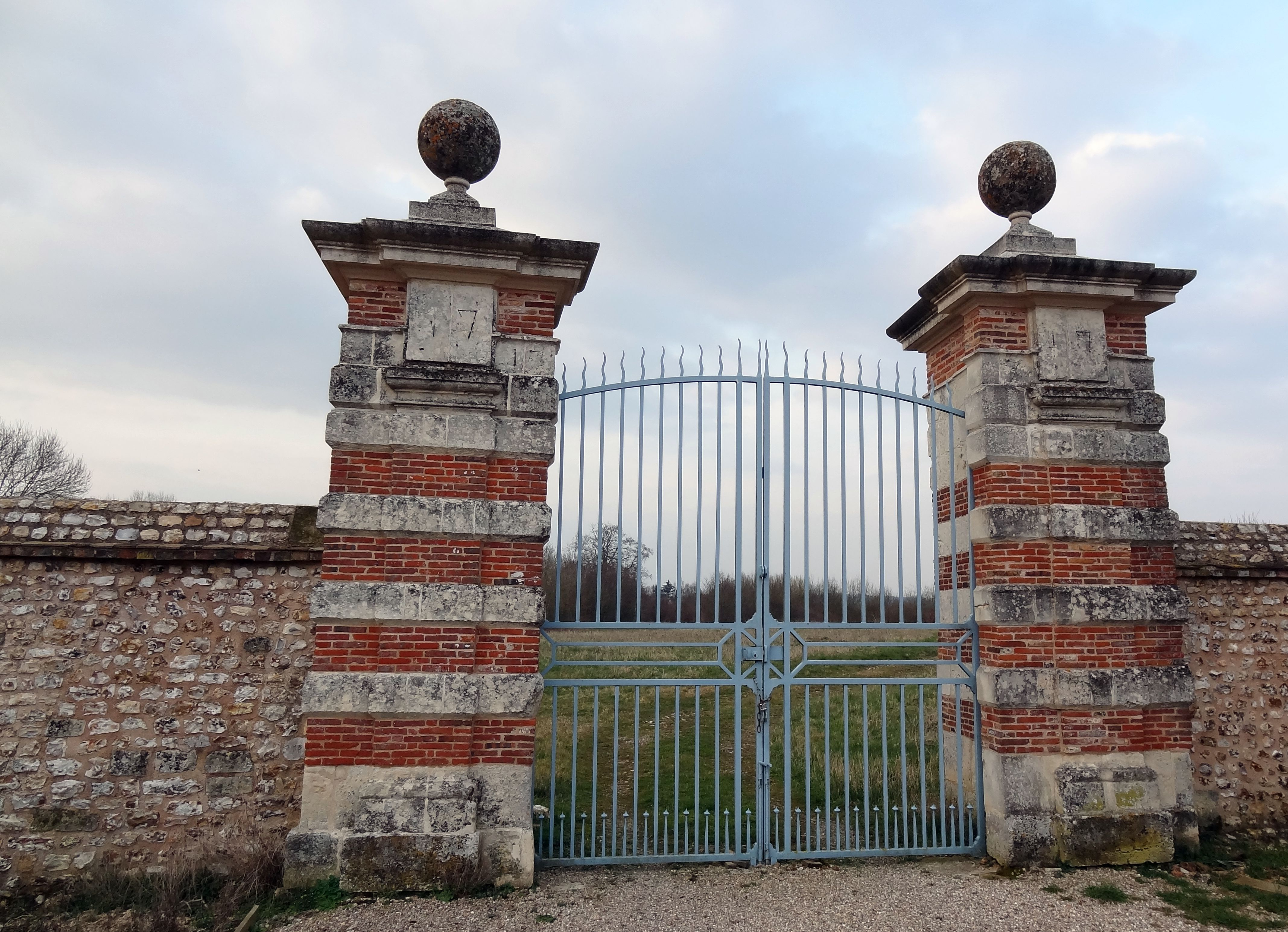
Le portail d'entrée.

La commanderie Saint-Étienne-de-Renneville se situe sur le territoire de la commune de Sainte-Colombe-la-Commanderie. Elle se trouve dans le centre du département de l'Eure au milieu d'une grande plaine agricole appelée le plateau du Neubourg. Elle borde la D 613 qui relie les villes d'Évreux et de Lisieux.
On voit dans l'Atlas de Trudaine du XVIIIe siècle, la Commanderie St Étienne. un peu en retrait de la Grande route de Paris à Caen par Lizieux.

## Historique

### XIIesiècle: fondation de la commanderie
Richard d'Harcourt, deuxième fils de Robert Ier d'Harcourt et de Colette d'Argouges, fonde la commanderie de Saint-Étienne vers 1140 ; la construction de la chapelle fait suite à l'héritage reçu après la mort de Robert Ier d'Harcourt, ; d'après l'abbé Guéry, c'est entre 1140 et 1150 que la commanderie est fondée,.
Aux alentours de 1147[réf. nécessaire], Richard reçoit en partage la seigneurie de Renneville située à Sainte-Colombe-la-Campagne. Il y fait construire une chapelle dédiée à saint Étienne. Il donne son fief, des immeubles lui appartenant et le patronage de Saint-Pierre d'Épreville-près-le-Neubourg à l'ordre du Temple.

### XIIIesiècle: essor de la commanderie
La commanderie prend véritablement son essor à la fin du XIIe et au début du XIIIe siècle. En effet, elle multiplie, à cette époque, les acquisitions et reçoit, de la part de nombreux bienfaiteurs, des donations importantes. En voici quelques exemples : 
- en 1156, Marguerite comtesse de Warwich donne le domaine de Lammadoc ;
- en 1180, Guillaume d'Angerville cède la dîme du moulin de Brosville et de celui de l'Ecluse d'Hulne ;
- en 1198, Robert de Caudecôte offre le tiers d'un fief à Sémerville en prenant leur habit. En 1232, le reste du fief de Semerville leur est octroyé par Richard de Barengeville ;
- en 1200, Robert d'Harcourt donne la maison de "Dieu la Croise" et l'église Saint-Martin au Tilleul-Lambert ;
- etc.

Les donations se succèdent et perdurent au cours du XIIIe siècle. À tel point qu'à son apogée, la commanderie de Saint-Étienne-de-Renneville possède neuf fermes, quatre maisons (notamment à Évreux, au Neubourg et à Louviers), de nombreuses églises en patronage et des implantations dans plus de soixante communes environnantes. Toutes ses possessions font d'elle l'une des commanderies les plus riches et les plus considérables de Normandie.
Toutefois, les nombreuses donations dont elle fait l'objet ne sont pas sans créer des difficultés, notamment avec les seigneurs et les évêques. C'est ainsi que, pour diminuer les richesses de la commanderie, « les Souverains Pontifes, Innocent II, Célestin II, Lucius II, Eugène III, Anastase IV, Adrien IV et Alexandre III, envoient des bulles pour les exempter de toutes dîmes et de toute juridiction épiscopale, les prenant eux et leurs biens sous la protection spéciale du Saint-Siège ».

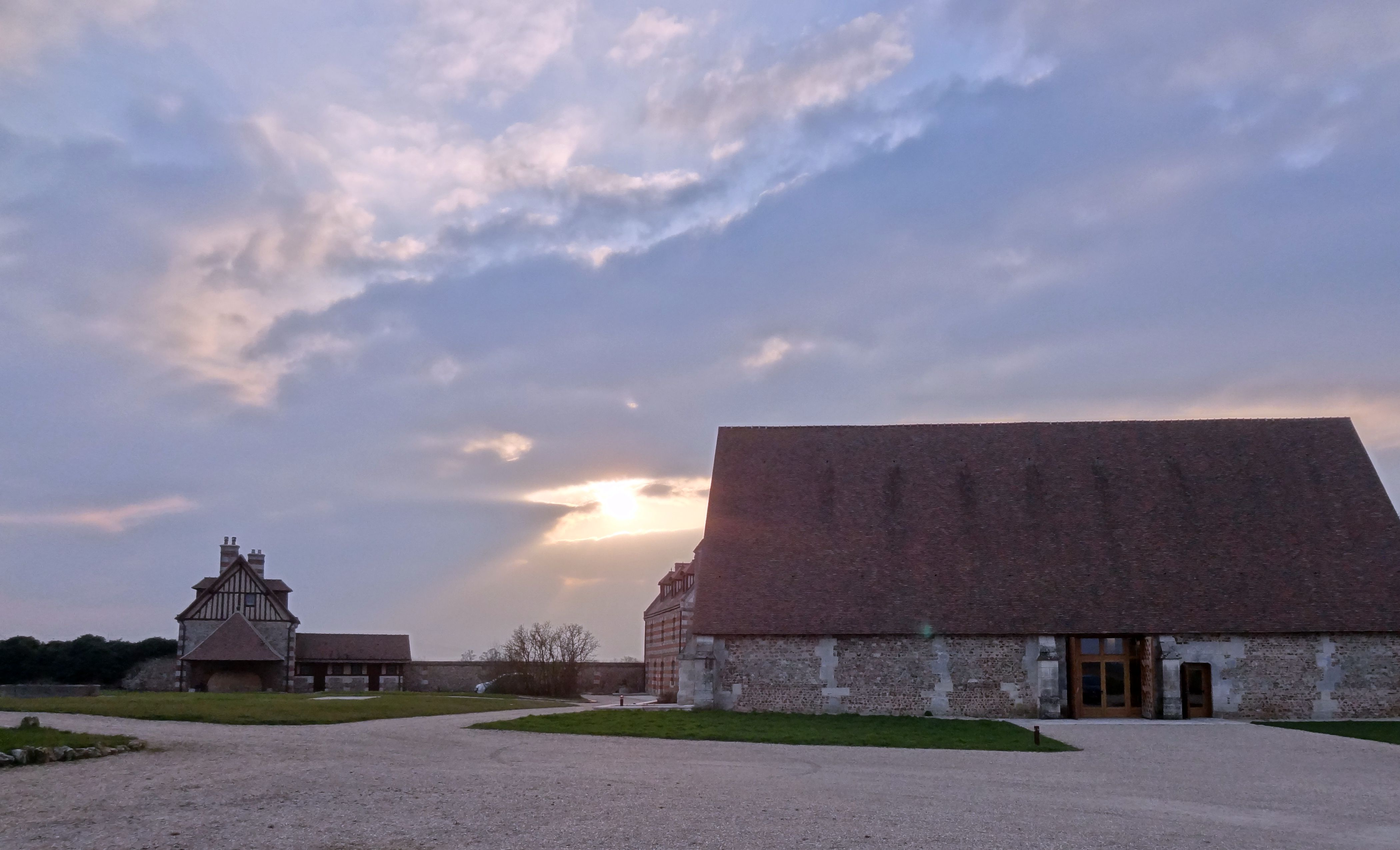
Vue d'ensemble du domaine.

### DuXIVesiècleà la Révolution
En 1307, le roi de France Philippe le Bel, inquiet du pouvoir pris par l'ordre du Temple, décide d'en arrêter tous les membres. En 1312, le concile de Vienne dissout l'ordre du Temple (bulle Vox in excelso), confisque tous ses biens et les remet aux Hospitaliers de l'ordre de Saint-Jean de Jérusalem. C'est notamment le cas de la commanderie de Saint-Étienne-de-Renneville.
De 1310 à la Révolution, trente et un commandeurs hospitaliers, chevalier de Rhodes puis chevalier de Malte, se succèdent à Renneville. Un grand nombre d’entre eux occupe des rangs importants dans la hiérarchie de l’Ordre. C'est notamment le cas de Claude de La Sengle, quatorzième commandeur de Saint-Étienne-de-Renneville, qui devient grand maître de l’Ordre de 1554 à 1557.
Sous la Révolution, la commanderie et ses domaines sont vendus comme biens nationaux.

### Époque contemporaine
Le lieu a fait l'objet d'une entière restauration. Sous le nom de « la Grange de Renneville », il accueille des événements tels que mariage, banquet, séminaire, exposition, etc.

## Liste des commandeurs
Les noms des commandeurs templiers qui se sont succédé depuis la création de la commanderie jusqu'au début du XIVe siècle ne sont pas connus. Ce n'est qu'à partir de l'arrivée des Hospitaliers de l'ordre de Saint-Jean de Jérusalem que les commandeurs sont parfaitement identifiés et ce, jusqu'à la Révolution française.

### Commandeurs de l'ordre de Saint-Jean de Jérusalem établi dans l'île de Rhodes
| Nom du commandeur            | Dates     |
| François Richard de la Salle | 1310-1340 |
| Saint Simon Clinet           | 1340-1345 |
| Pierre Dufour                | 1345-1358 |
| Guillaume du Chesne          | 1358-1391 |
| Pierre de Pacy               | 1391-1408 |
| Louis de Mauregard           | 1408-1416 |
| Gauthier Le Gras             | 1416-1422 |
| Matthieu Ducresson           | 1422-1425 |
| Jean le Boutellier           | 1425-1439 |
| David de Sarcus              | 1439-1490 |
| Philippe de Mailly           | 1491-1514 |
| Charles des Ursins           | 1515-1524 |
| Michel d'Argillemont         | 1524-1533 |

### Commandeurs de l'ordre de Saint-Jean de Jérusalem établi dans l'île de Malte
| Nom du commandeur                              | Dates     |
| Claude de la Sangle                            | 1533-1553 |
| Christophe de Mont Gauldry                     | 1553-1579 |
| Antoine des Hayes d'Espinay Saint-Luc          | 1576-1601 |
| Antoine de Mornay-Villarceaux                  | 1602-1609 |
| Gédéon Blondel Joigny de Bellebrune            | 1610-1619 |
| Guillaume de Meaux Boisboudran                 | 1619-1630 |
| Jean-François de Vion Tessencourt              | 1630-1649 |
| Jean de Callonne-Courtebonne                   | 1650-1660 |
| Gilbert d'Elbène                               | 1660-1674 |
| Gabriel Dauvet des Marets                      | 1674-1691 |
| François de Noue de Villiers                   | 1692-1698 |
| Gabriel du Chastelet de Fresnières             | 1699-1711 |
| Louis Feydeau du Vaugien                       | 1711-1721 |
| Alexis d'Allogny de la Groye                   | 1721-1731 |
| Guillaume de la Salle                          | 1731-1740 |
| Claude de Saint-Simon                          | 1740-1766 |
| Jean-Charles de Boisroger de Rupierre          | 1766-1777 |
| Jean-Charles-Louis de Mesgrigny de Villebertin | 1777-1789 |

## Organisation

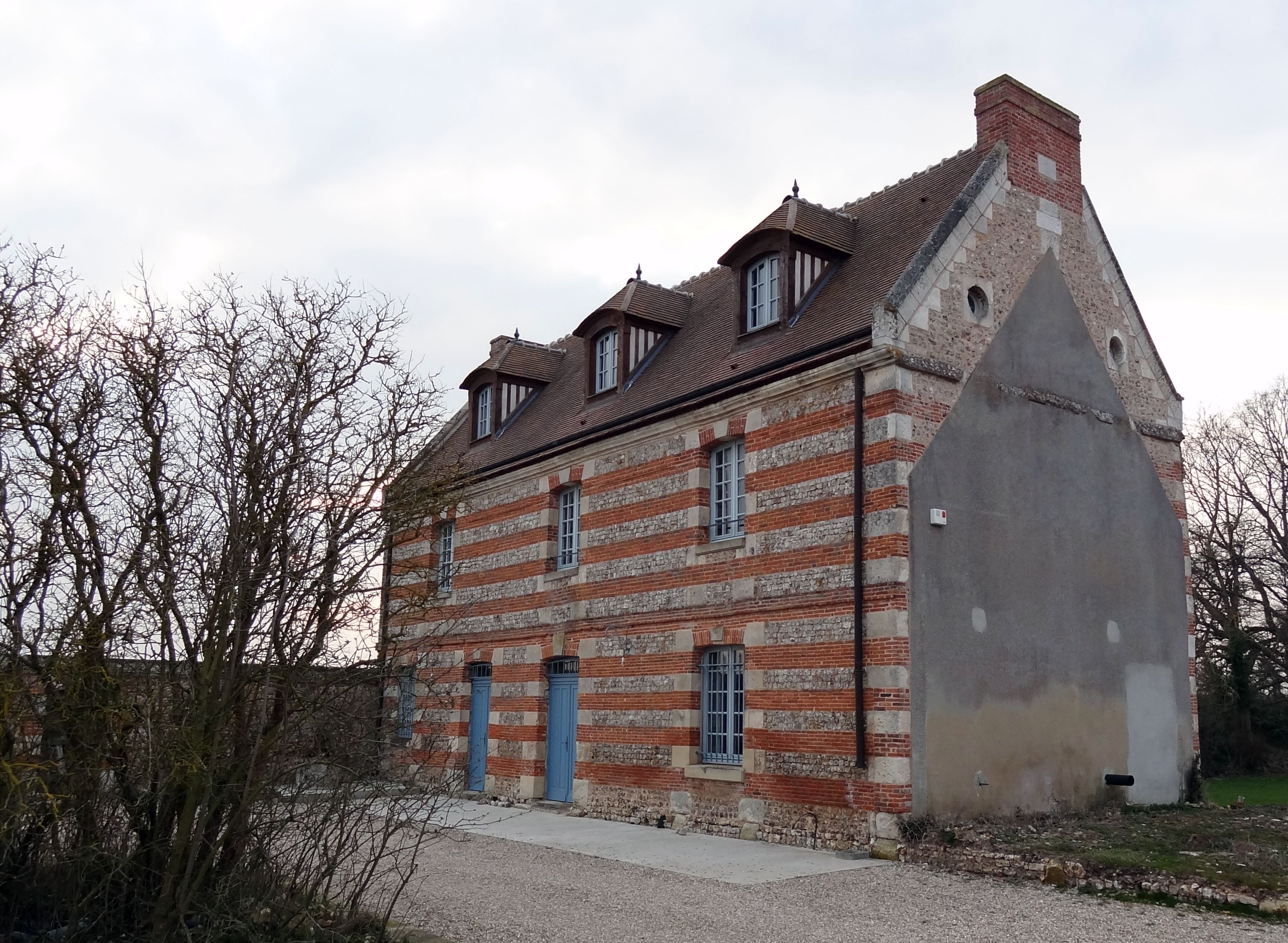
La maison du régisseur.

Cette commanderie a compté deux chapelles, deux manoirs, la maison du régisseur, la maison du fermier, deux granges, un fournil, un pressoir, un colombier, des poulaillers, des étables, des écuries, des porcheries, des bergeries, un moulin, un puits couvert, un vivier, etc.
La commanderie était scindée en deux parties :
- un premier enclos correspondant à la cour d'honneur. Cette partie comprenait le logis du commandeur (érigé à la fin du XVe siècle, il fut démoli en 1847). Aux abords de cet édifice, se trouvait la chapelle (existante encore en 1795, mais disparue sur le cadastre de 1811) ;
- un second enclos ou basse-cour correspondant à la ferme. Plus vaste, le bâti (grange, bergeries, cellier, pressoir) est massé sur les côtés. La plupart de ces constructions disparaît dans le courant du XIXe siècle. Subsistent, quasi intacts, la grange et le four à pain, la maison du régisseur, tronquée d'un tiers en 1944, et des éléments de la clôture avec le portail.

### Les édifices de la cour d’honneur

#### Le Vieil Harcourt
Cet édifice mesurait environ 11,5 × 8,8 m. Il comportait une « chambre des chevaliers », une « salle du commun » et une « chambre des receveurs », laissant supposer qu'il avait une fonction administrative et judiciaire. Il s’agissait probablement d’une maison forte faisant partie de la donation de Richard d’Harcourt. Cet édifice a disparu entre 1733 et 1747.

#### Le manoir à tourelles
D'abord un manoir, il est remplacé en 1847 par un château flanqué par deux tourelles construites de chaque côté de la façade et surmontées de clochetons, bâti à la fin du XVe siècle par Philippe de Mailly, le onzième commandeur des hospitaliers. Les chambres des étages étaient décorées de peintures représentant soit des sujets religieux, soit des motifs héraldiques et des arabesques dans le style de la Renaissance. Dans la salle du commandeur, la cheminée portait les armes de Philippe de Mailly.

#### La chapelle
Décrite dans un inventaire de 1779 comme dédié à saint Étienne, elle contient — en plus de la Sainte Vierge — des peintures de saint Étienne, de saint Jean-Baptiste et de saint Blaise ; des tombes d'anciens commandeurs sont présentes en bas de l'autel. La chapelle est grande et constituée de 17 croisées avec des vitres peintes, le sol est carrelé et le toit en tuile ; en ardoise pour le clocher.
Cette chapelle est connue grâce, en particulier, à deux plans du XVIIIe siècle. Des vues aériennes réalisées par Michel Miguet dans le cadre d'un travail d'archéologie aérienne, permet de distinguer deux états successifs de l'édifice : une chapelle primitive, à trois travées et chevet plat (construite par Richard d'Harcourt) ; puis, au XIIIe siècle, une deuxième, qui englobe la première, à six ou sept travées précédant une abside circulaire ou à cinq pans. Elle a été détruite sous la Révolution.
À sa mort, Richard d'Harcourt fut inhumé dans la chapelle. Son gisant y est demeuré longtemps. Mais le docteur Auzoux, propriétaire à la fin du XIXe siècle, l’a emmené avec lui lorsqu'il est parti à Saint-Aubin-d'Écrosville, commune voisine de Sainte-Colombe-la-Commanderie. La sculpture a été récupérée à sa mort et a été mise dans l’église de Saint-Aubin-d'Écrosville.

### Les bâtiments de la ferme

#### La grange à blé
Elle a également été construite par Philippe de Mailly, dont les armes figurent au-dessus de la porte en anse de panier qui s’ouvre sur le mur gouttereau occidental. Long de 30 m et large de 14 m, ce bâtiment possède une vaste toiture et étayé par des contreforts. À l’intérieur, deux rangées de cinq poteaux divisent l’espace en trois nefs de six travées.
Sur l'une des deux portes latérales, celle du midi, il reste en clef de voûte un blason « au chef de la Religion, d'or à 3 maillets de sinople, 2 en chef et un en pointe » correspondant aux armes de Philippe de Mailly, 40e commandeur Saint-Étienne (1492-1512).

La grange à blé
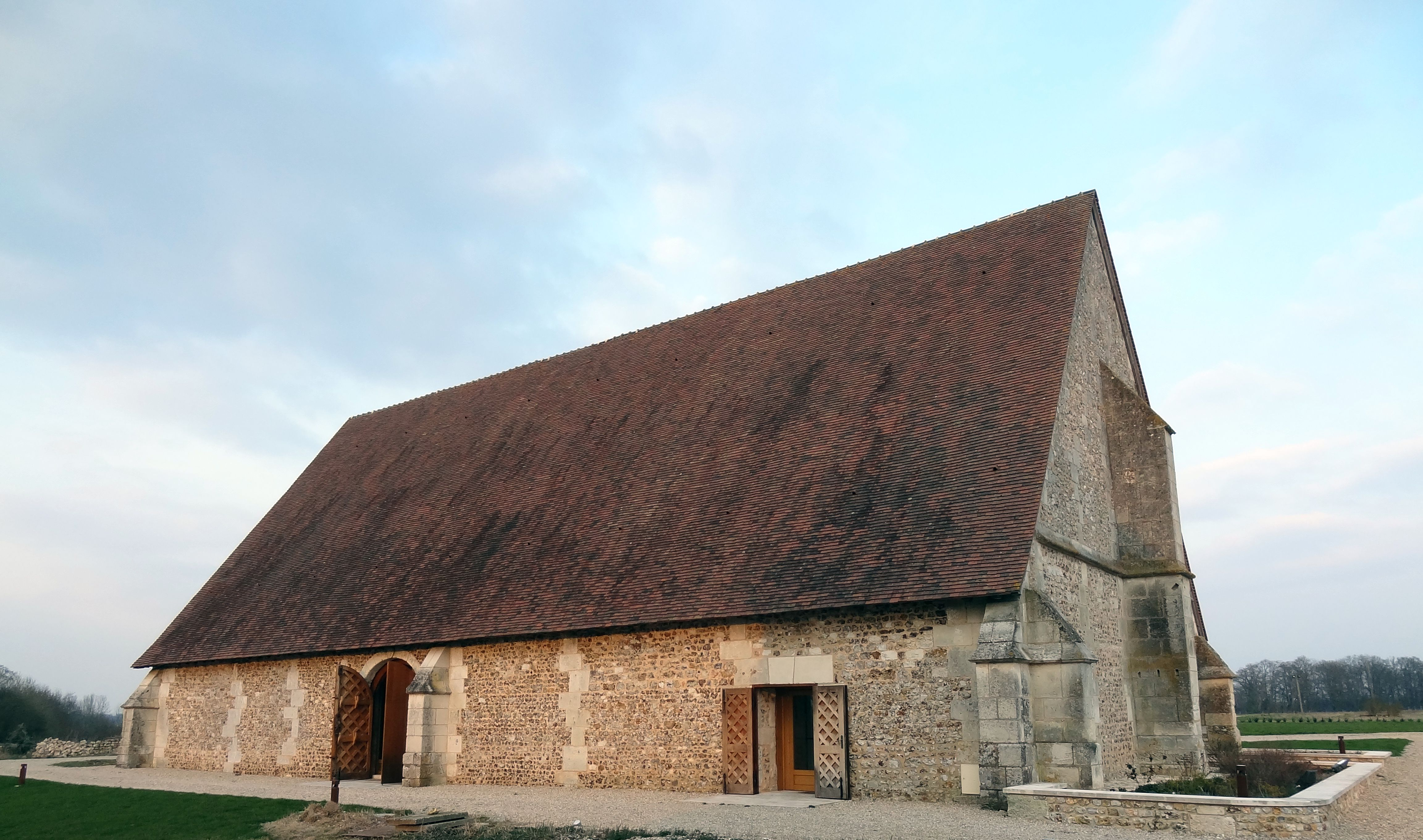
Vue d'ensemble.
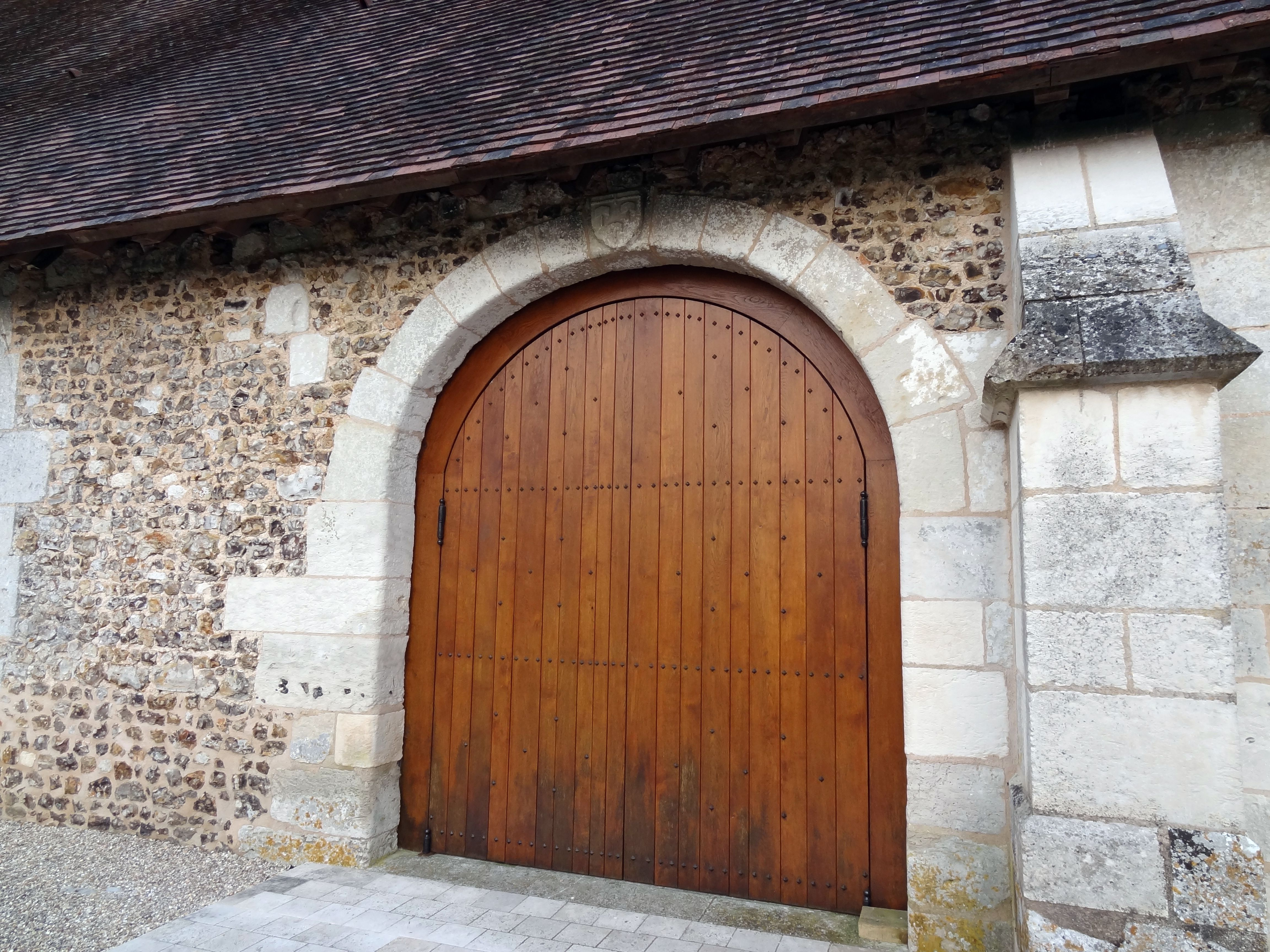
Entrée principale.
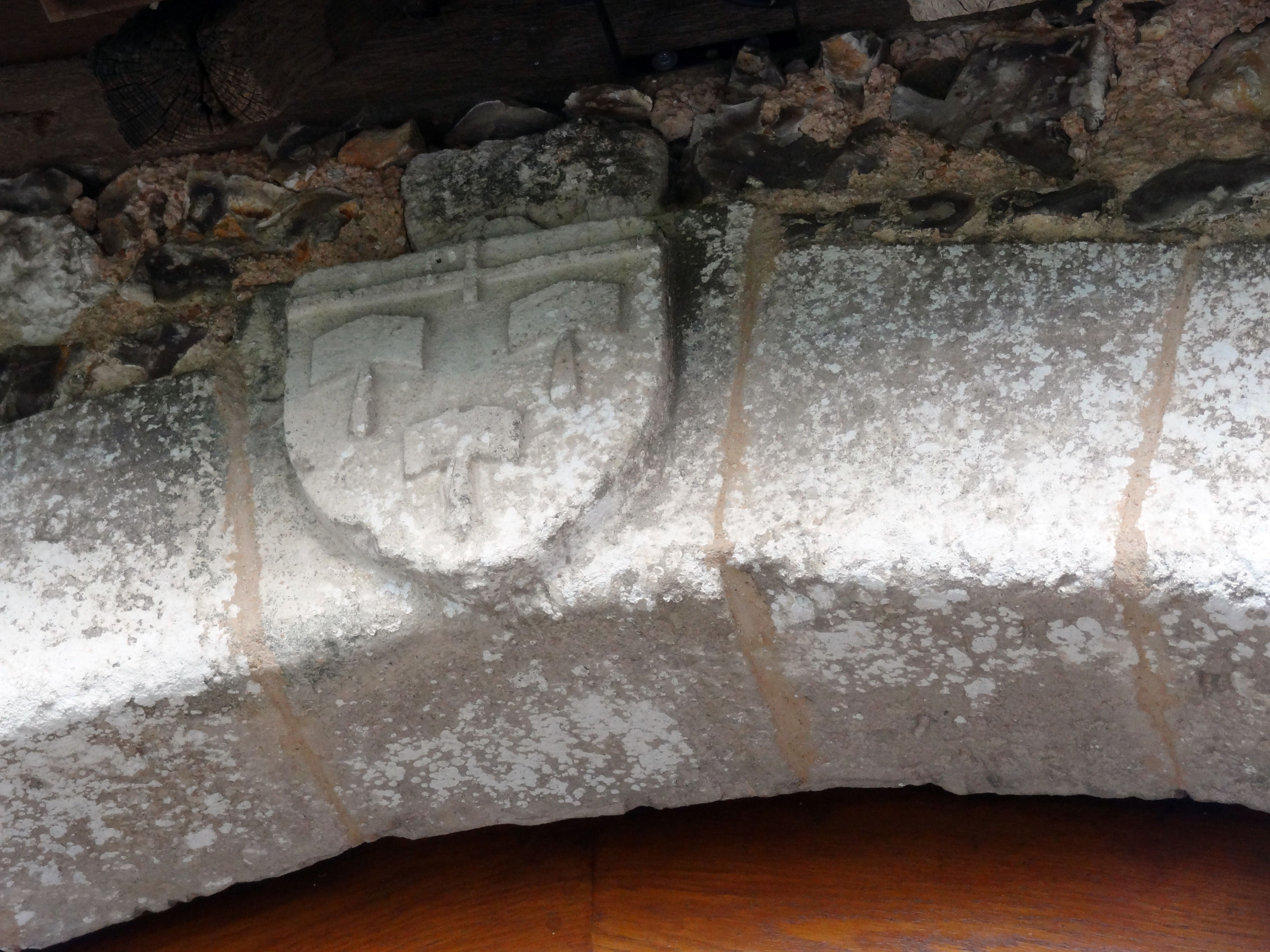
Porte d'entrée : blason de Philippe de Mailly.
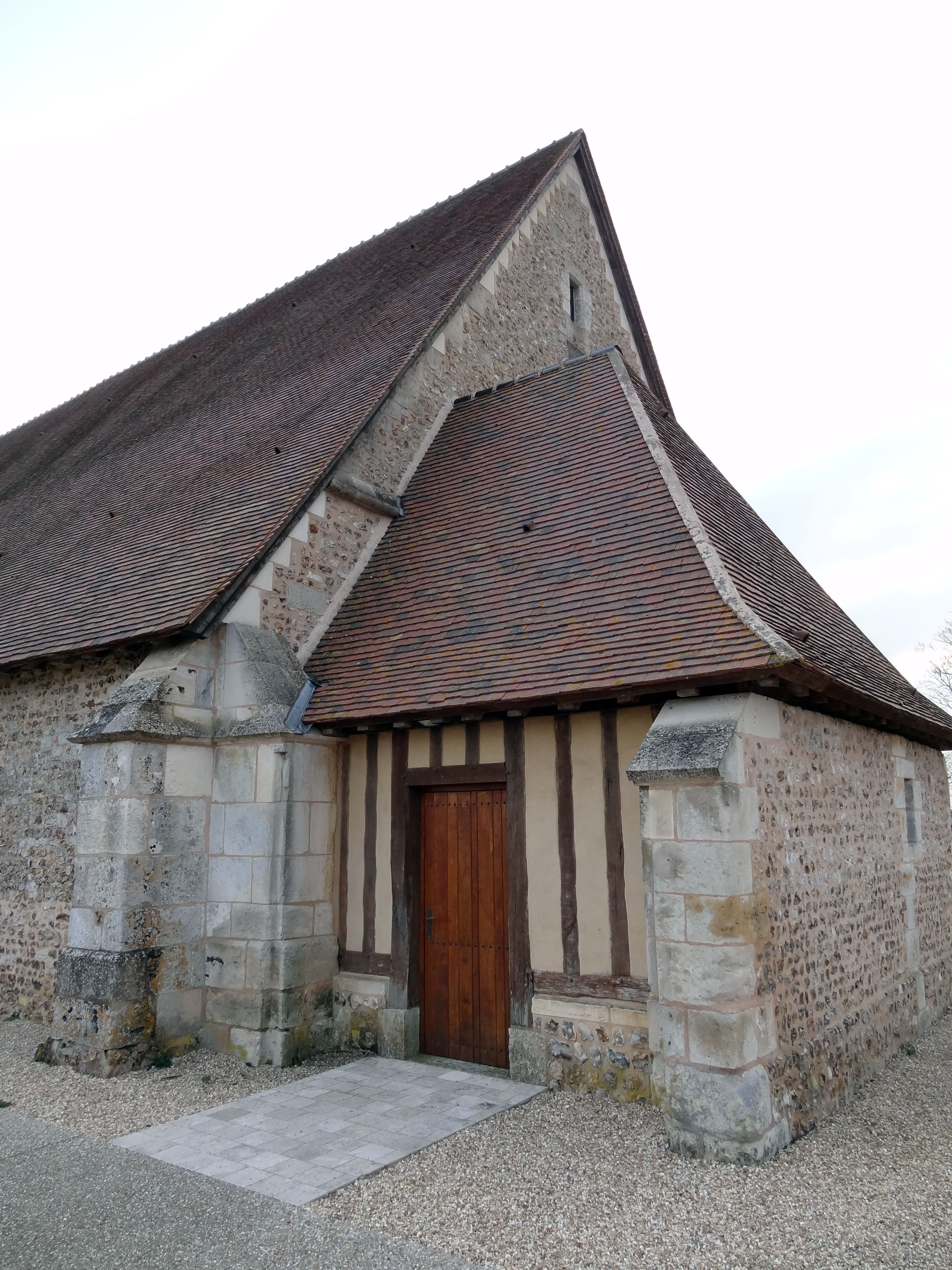
Vue d'une entrée.
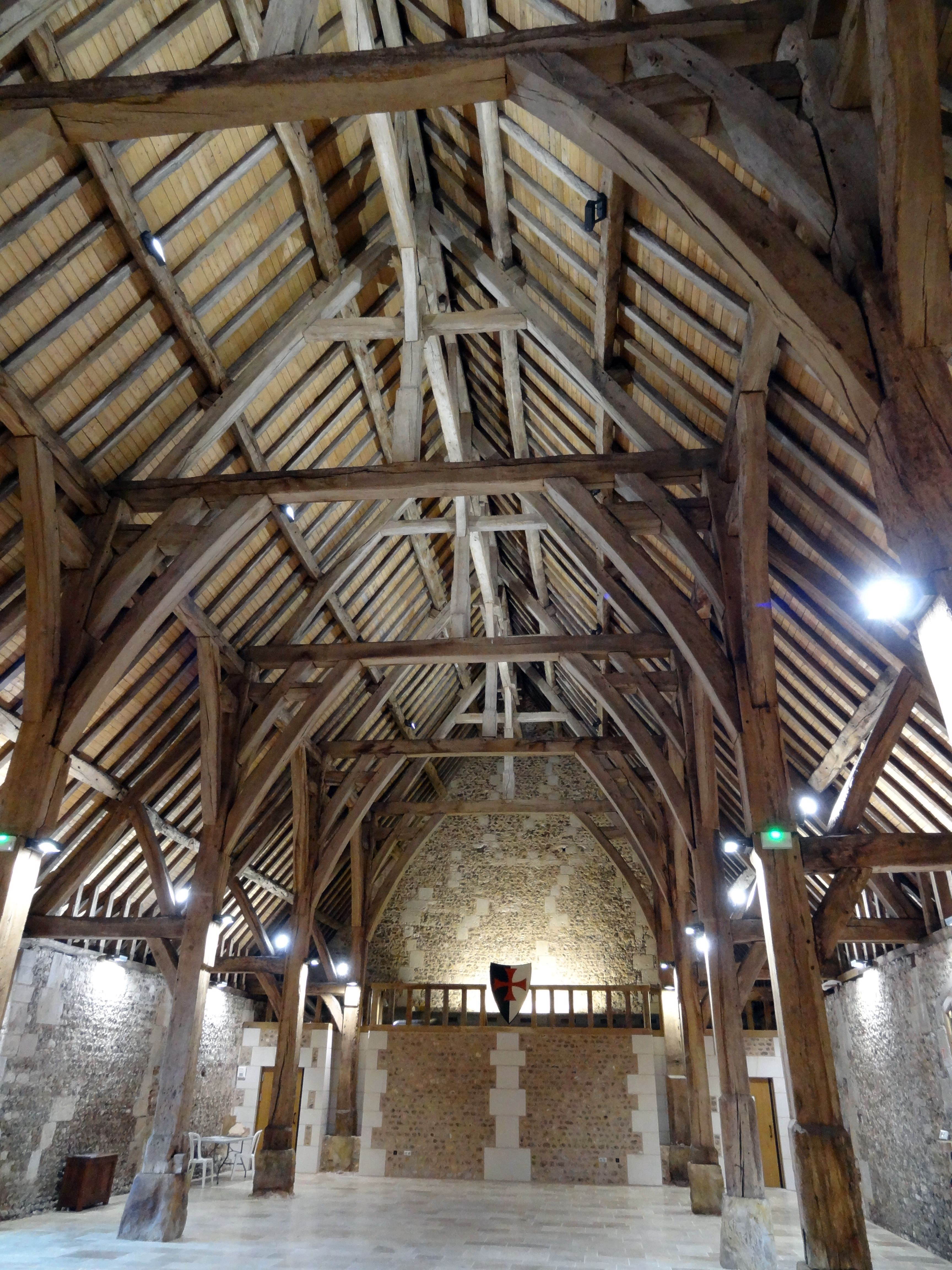
Intérieur.

#### La maison du régisseur

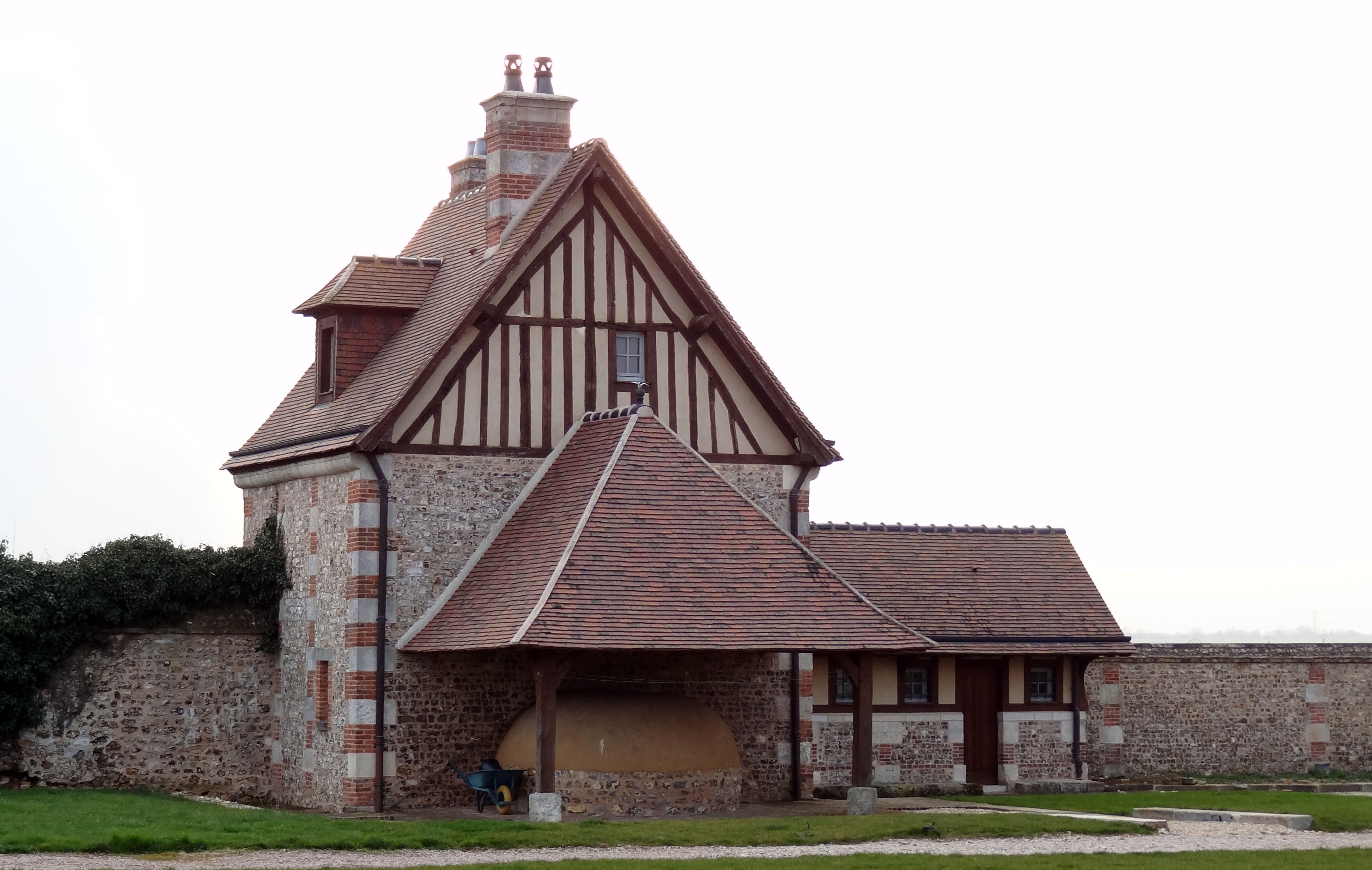
Le fournil.

Cette maison a été construite en 1740 par le vingt-neuvième commandeur, Claude de Saint-Simon. En 1940, un obus a détruit l’écurie attenante.

#### Le fournil
Construit peu de temps après la maison du régisseur, ce bâtiment abrite au rez-de-chaussée deux fours à pain et un four à pâtisserie. À l’étage, se trouve la pièce du boulanger.

#### Le moulin
Il est situé à 600 pas[De quoi ?].

## Protection aux monuments historiques
La commanderie de Saint-Étienne de Renneville est inscrite au titre des monuments historiques par arrêté du 23 octobre 1992. Cette inscription concerne : la grange en totalité ; le fournil en totalité ; les façades et les toitures de la maison du fermier, à l'exclusion du pignon est ; les vestiges subsistants des enclos, connus ou à découvrir, enfouis ou en élévation.